# Raúl Vásquez
Raúl Orlando Vásquez Rengifo (Iquitos, 4 de enero de 1949-Iquitos, 18 de abril de 2023) fue un cantautor peruano de nueva ola. Fue conocido popularmente como El monstruo de la canción.

## Biografía
Raúl Orlando Vásquez Rengifo comenzó su carrera artística en el Festival Internacional de la Primavera de Trujillo de 1969 donde interpretó el que sería su mayor éxito «La plañidera», canción que el argentino Leonardo Favio adoptó en su repertorio musical.
Otros temas suyos, muchos de contenido social, fueron «La Tierra, la Tierra» (con la que participó también en el Festival de Trujillo de 1969), «Voy a guardar mi lamento» (internacionalizado por Pepito Pérez), «Natacha» (tema de la telenovela homónima), «Vas a ser mi compañera», «Campesinita azul», «Fidelidad» (en colaboración con Rulli Rendo), «Simplemente María», «La muchacha que vino de lejos» y «Todos los días pueden ser Navidad», canción con la que representó al Perú en el Festival de la OTI de 1984, quedando en el puesto 15.
Otra de sus canciones, «Bienvenidos a Iquitos», es un emblema de la ciudad loretana, donde ha sido nombrado Hijo Predilecto y Patrimonio musical y cultural de Loreto.